# 1359
سنة 1359 كانت سنة بسيطة تبدأ يوم الثلاثاء (الرابط يظهر نموذج التقويم الكامل للسنة) من التقويم اليولياني.

## أحداث
- تأسيس مدينة جونبور على يد فيروز شاه تغلق وتقع حاليا في الهند.

## مواليد
- أوين غليندور.
- بطرس خوند

## وفيات
- بياتريس من قشتالة (1359-1293) ملكة البرتغال القرينة